# Eau peptonée
 (décembre 2022).
Si vous disposez d'ouvrages ou d'articles de référence ou si vous connaissez des sites web de qualité traitant du thème abordé ici, merci de compléter l'article en donnant les références utiles à sa vérifiabilité et en les liant à la section « Notes et références ».
 (décembre 2022).
L'eau peptonée est un milieu de culture destiné à la recherche de l'indole. Il a été mis au point [Quand ?] par [Qui ?] [Où ?].

## Composition
- peptone exempte d'indole	10,0 grammes
- chlorure de sodium	5,0 grammes
- pH = 7,2

## Préparation
15 grammes par litre. Stérilisation classique.
20gr pour 1litre d'eau 

## Lecture
L'addition de réactif de Kovacs montre la production d'indole par un anneau rouge.